# Xã Crawford, Quận Washington, Iowa
Xã Crawford (tiếng Anh: Crawford Township) là một xã thuộc quận Washington, tiểu bang Iowa, Hoa Kỳ. Năm 2010, dân số của xã này là 595 người.